# 3 Inches of Blood
3 Inches of Blood bio je kanadaski heavy metal sastav, osnovan 1999. godine u Britanskoj Kolumbiji, čija je konačna postava bila Cam Pipes, Justin Hagberg, Shane Clark, i Ash Pearson, no nijedan nije bio izvorni član sastava. Na glazbi sastava snažno se čuje utjecaj NWOBHM-a. Kroz šesnaest godina rada, objavili su pet studijskih albuma i tri EP-a.
Dana 2. lipnja 2015., sastav je objavio da će se razići nakon dva nadolazeća koncerta, 7. i 8. studenog u rodnom gradu sastava.

## Članovi sastava
Konačna postava
- Cam Pipes – vokali (2001. – 2015.)
- Shane Clark – električna gitara (2004. – 2015.)
- Justin Hagberg – gitara (2004. – 2015.)
- Nick Cates – bas-gitara (2006. – 2015.)
- Ash Pearson – bubnjevi (2007. – 2015.)

Bivši članovi
- Jamie Hooper – vrišteći vokali (1999. – 2008.)
- Sunny Dhak – gitara (1999. – 2004.)
- Bobby Froese – gitara (1999. – 2004.)
- Rich Trawick – bas-gitara (1999. – 2004.)
- Geoff Trawick – bubnjevi (1999. – 2004.)
- Jay Watts – gitara (1999. – 2000.)
- Brian Redman – bas-gitara (2004. – 2009.; preminuo)

## Diskografija
Studijski albumi
- Battlecry Under a Wintersun (2002.)
- Advance and Vanquish (2004.)
- Fire Up the Blades (2007.)
- Here Waits Thy Doom (2009.)
- Long Live Heavy Metal (2012.)

EP-ovi
- Sect of the White Worm (2001.)
- Trial of Champions (2007.)
- Anthems for the Victorious (2011.)